# Kuzma (Slovénie)
Kuzma est une commune du nord-est de la Slovénie située dans la région du Prekmurje à proximité de l'Autriche et de la Hongrie.

## Géographie
La commune est localisée au nord-est de la Slovénie dans la région du Prekmurje. Sur le territoire de Kuzma se trouve un monument faisant office de borne pour représenter le point où les frontières entre l'Autriche, la Hongrie et la Slovénie se rejoignent.

### Villages
Les villages qui composent la ville sont Dolič, Gornji Slaveči, Kuzma, Matjaševci et Trdkova.

## Démographie
Entre 1999 et 2021, la population de la commune de Kuzma est restée relativement stable avec un peu moins de 2 000 habitants,.
Évolution démographique
| 1999  | 2000  | 2001  | 2002  | 2003  | 2004  | 2005  | 2006  | 2007  |
| ----- | ----- | ----- | ----- | ----- | ----- | ----- | ----- | ----- |
| 1 684 | 1 683 | 1 663 | 1 657 | 1 643 | 1 637 | 1 641 | 1 642 | 1 611 |
| 2008  | 2009  | 2010  | 2011  | 2012  | 2013  | 2014  | 2015  | 2016  |
| 1 642 | 1 571 | 1 615 | 1 562 | 1 604 | 1 584 | 1 584 | 1 603 | 1 582 |
| 2017  | 2018  | 2019  | 2020  | 2021  |       |       |       |       |
| 1 577 | 1 555 | 1 573 | 1 573 | 1 624 |       |       |       |       |